# Carlos Romero
Carlos Romero (7 settembre 1927 – 28 luglio 1999) è stato un calciatore uruguaiano, di ruolo attaccante. Campione del mondo con la Nazionale uruguaiana nel 1950.

## Carriera
Giocatore del Danubio, esordì in Nazionale il 7 aprile 1950. Fu convocato per i Mondiali del 1950, ma non scese mai in campo. In totale conta 11 partite e 4 gol in Nazionale, l'ultima il 1º luglio 1956.

## Palmarès

### Nazionale
- Campionato mondiale: 1

Brasile 1950